# Asteracmea suteri
Asteracmea suteri is een slakkensoort uit de familie van de Lottiidae. De wetenschappelijke naam van de soort is voor het eerst geldig gepubliceerd in 1915 door Tom Iredale.